# Bogumiła Pyziołek
Bogumiła Pyziołek z d. Barańska (ur. 1 grudnia 1986 w Świdnicy) – polska siatkarka grająca na pozycji przyjmującej. Od 2002 do 2014 roku była zawodniczką zespołu Impel Wrocław.

## Życiorys
Karierę siatkarską zaczęła w 2000 r. od występów w Polonii Świdnica, pod okiem trenerów Piotra Goduli i Zbigniewa Sorbiena. Gwardię Wrocław reprezentuje od roku 2002. Rok później wywalczyła wicemistrzostwo Polski kadetek oraz 3. miejsce na Mistrzostwach Polski juniorek, a Mistrzostwo Polski w tej kategorii wiekowej zdobywała dwukrotnie w 2004 i 2005 roku. Jej menedżerem jest Roberto Mogentale.

### Życie prywatne
Pochodzi ze sportowej rodziny. Jej matka uprawiała lekkoatletykę, a ojciec – siatkówkę. Jest siostrą Anny Werblińskiej. W lipcu 2011 wyszła za mąż za Adama Pyziołka.

## Kluby
| Klub             | Lata gry   |
| ---------------- | ---------- |
| Polonia Świdnica | wychowanka |
| Impel Wrocław    | 02002–2014 |

## Sukcesy
- 2003 –  Wicemistrzostwo Polski kadetek
- 2003 –  brązowa medalistka Mistrzostw Polski Juniorek
- 2003 –  Finalistka Pucharu Polski
- 2004 –  Mistrzostwo Polski Juniorek
- 2004 –  Finalistka Pucharu Polski
- 2005 –  Mistrzostwo Polski Juniorek
- 2010 – 4. miejsce w Challenge Cup
- 2013 –  Półfinalistka Pucharu Polski
- 2014 –  wicemistrzyni Polski